# Grand Prix Australii 2010
Grand Prix Australii 2010 – druga runda Mistrzostw Świata Formuły 1 w sezonie 2010.

## Lista zgłoszeń
Na niebieskim tle kierowcy biorący udział jedynie w piątkowych treningach
| Nr | Kierowca           | Zespół                       | Samochód          | Silnik               | Opony |
| -- | ------------------ | ---------------------------- | ----------------- | -------------------- | ----- |
| 1  | Jenson Button      | Vodafone McLaren Mercedes    | McLaren MP4-25    | Mercedes-Benz FO108X | B     |
| 2  | Lewis Hamilton     | Vodafone McLaren Mercedes    | McLaren MP4-25    | Mercedes-Benz FO108X | B     |
| 3  | Michael Schumacher | Mercedes GP Petronas F1 Team | Mercedes MGP W01  | Mercedes-Benz FO108X | B     |
| 4  | Nico Rosberg       | Mercedes GP Petronas F1 Team | Mercedes MGP W01  | Mercedes-Benz FO108X | B     |
| 5  | Sebastian Vettel   | Red Bull Racing              | Red Bull RB6      | Renault RS27-2010    | B     |
| 6  | Mark Webber        | Red Bull Racing              | Red Bull RB6      | Renault RS27-2010    | B     |
| 7  | Felipe Massa       | Scuderia Marlboro Ferrari    | Ferrari F10       | Ferrari 056          | B     |
| 8  | Fernando Alonso    | Scuderia Marlboro Ferrari    | Ferrari F10       | Ferrari 056          | B     |
| 9  | Rubens Barrichello | AT&T WilliamsF1 Team         | Williams FW32     | Cosworth CA2010      | B     |
| 10 | Nico Hülkenberg    | AT&T WilliamsF1 Team         | Williams FW32     | Cosworth CA2010      | B     |
| 11 | Robert Kubica      | Renault F1 Team              | Renault R30       | Renault RS27-2010    | B     |
| 12 | Witalij Pietrow    | Renault F1 Team              | Renault R30       | Renault RS27-2010    | B     |
| 14 | Adrian Sutil       | Force India Formula One Team | Force India VJM03 | Mercedes-Benz FO108X | B     |
| 14 | Paul di Resta      | Force India Formula One Team | Force India VJM03 | Mercedes-Benz FO108X | B     |
| 15 | Vitantonio Liuzzi  | Force India Formula One Team | Force India VJM03 | Mercedes-Benz FO108X | B     |
| 16 | Sébastien Buemi    | Scuderia Toro Rosso          | Toro Rosso STR5   | Ferrari 056          | B     |
| 17 | Jaime Alguersuari  | Scuderia Toro Rosso          | Toro Rosso STR5   | Ferrari 056          | B     |
| 18 | Jarno Trulli       | Lotus F1 Racing              | Lotus T127        | Cosworth CA2010      | B     |
| 19 | Heikki Kovalainen  | Lotus F1 Racing              | Lotus T127        | Cosworth CA2010      | B     |
| 20 | Karun Chandhok     | HRT F1 Team                  | Hispania F110     | Cosworth CA2010      | B     |
| 21 | Bruno Senna        | HRT F1 Team                  | Hispania F110     | Cosworth CA2010      | B     |
| 22 | Pedro de la Rosa   | BMW Sauber F1 Team           | BMW Sauber C29    | Ferrari 056          | B     |
| 23 | Kamui Kobayashi    | BMW Sauber F1 Team           | BMW Sauber C29    | Ferrari 056          | B     |
| 24 | Timo Glock         | Virgin Racing                | Virgin VR-01      | Cosworth CA2010      | B     |
| 25 | Lucas Di Grassi    | Virgin Racing                | Virgin VR-01      | Cosworth CA2010      | B     |
| Nr | Kierowca           | Zespół                       | Samochód          | Silnik               | Opony |

## Wyniki

### Sesje treningowe
| Sesja | Nr | Kierowca       | Konstruktor      | Czas     | Okr. |
| ----- | -- | -------------- | ---------------- | -------- | ---- |
| 1     | 11 | Robert Kubica  | Renault          | 1:26,927 | 22   |
| 2     | 2  | Lewis Hamilton | McLaren-Mercedes | 1:25,801 | 13   |
| 3     | 6  | Mark Webber    | Red Bull-Renault | 1:24,719 | 16   |

### Kwalifikacje
Źródło: Wyprzedź Mnie!
| Poz. | Nr | Kierowca           | Konstruktor          | Q1       | Q2       | Q3       | Poz. s. |
| --- | --- | ------------------ | -------------------- | -------- | -------- | -------- | ------- |
| 1 | 5 | Sebastian Vettel   | Red Bull-Renault     | 1:24,774 | 1:24,096 | 1:23,919 | 1       |
| 2 | 6 | Mark Webber        | Red Bull-Renault     | 1:25,286 | 1:24,276 | 1:24,035 | 2       |
| 3 | 8 | Fernando Alonso    | Ferrari              | 1:25,082 | 1:24,335 | 1:24,111 | 3       |
| 4 | 1 | Jenson Button      | McLaren-Mercedes     | 1:24,897 | 1:24,531 | 1:24,675 | 4       |
| 5 | 7 | Felipe Massa       | Ferrari              | 1:25,548 | 1:25,010 | 1:24,837 | 5       |
| 6 | 4 | Nico Rosberg       | Mercedes             | 1:24,788 | 1:24,788 | 1:24,884 | 6       |
| 7 | 3 | Michael Schumacher | Mercedes             | 1:25,351 | 1:24,871 | 1:24,927 | 7       |
| 8 | 9 | Rubens Barrichello | Williams-Cosworth    | 1:25,702 | 1:25,085 | 1:25,217 | 8       |
| 9 | 11 | Robert Kubica      | Renault              | 1:25,588 | 1:25,122 | 1:25,372 | 9       |
| 10 | 14 | Adrian Sutil       | Force India-Mercedes | 1:25,504 | 1:25,046 | 1:26,036 | 10      |
| 11 | 2 | Lewis Hamilton     | McLaren-Mercedes     | 1:25,046 | 1:25,184 | –        | 11      |
| 12 | 16 | Sébastien Buemi    | Toro Rosso-Ferrari   | 1:26,061 | 1:25,638 | –        | 12      |
| 13 | 15 | Vitantonio Liuzzi  | Force India-Mercedes | 1:26,170 | 1:25,743 | –        | 13      |
| 14 | 22 | Pedro de la Rosa   | BMW Sauber-Ferrari   | 1:26,089 | 1:25,747 | –        | 14      |
| 15 | 10 | Nico Hülkenberg    | Williams-Cosworth    | 1:25,866 | 1:25,748 | –        | 15      |
| 16 | 23 | Kamui Kobayashi    | BMW Sauber-Ferrari   | 1:26,251 | 1:25,777 | –        | 16      |
| 17 | 17 | Jaime Alguersuari  | Toro Rosso-Ferrari   | 1:26,095 | 1:26,089 | –        | 17      |
| 18 | 12 | Witalij Pietrow    | Renault              | 1:26,471 | –        | –        | 18      |
| 19 | 19 | Heikki Kovalainen  | Lotus-Cosworth       | 1:28,797 | –        | –        | 19      |
| 20 | 18 | Jarno Trulli       | Lotus-Cosworth       | 1:29,111 | –        | –        | NW      |
| 21 | 24 | Timo Glock         | Virgin-Cosworth      | 1:29,592 | –        | –        | 21      |
| 22 | 25 | Lucas Di Grassi    | Virgin-Cosworth      | 1:30,185 | –        | –        | 22      |
| 23 | 21 | Bruno Senna        | HRT-Cosworth         | 1:30,526 | –        | –        | PIT     |
| 24 | 20 | Karun Chandhok     | HRT-Cosworth         | 1:30,613 | –        | –        | PIT     |
| Poz. | Nr | Kierowca           | Konstruktor          | Q1       | Q2       | Q3       | Poz. s. |
| \| Legenda \| Legenda \| \| ------------------------ \| ---------------------------------------------------------------------------------------------------------------------------------------------------------------------------------------------------------------------------------------------------------------- \| \| Poz. Nr Q1 Q2 Q3 Poz. s. \| Pozycja zajęta w sesji kwalifikacyjnej Numer startowy kierowcy Wynik uzyskany w pierwszej części kwalifikacji Wynik uzyskany w drugiej części kwalifikacji Wynik uzyskany w trzeciej części kwalifikacji Pozycja startowa po uwzględnięniu kar, przesunięć, itp. \| | |                    |                      |          |          |          |         |
| Legenda | |                    |                      |          |          |          |         |
| Poz. Nr Q1 Q2 Q3 Poz. s. | Pozycja zajęta w sesji kwalifikacyjnej Numer startowy kierowcy Wynik uzyskany w pierwszej części kwalifikacji Wynik uzyskany w drugiej części kwalifikacji Wynik uzyskany w trzeciej części kwalifikacji Pozycja startowa po uwzględnięniu kar, przesunięć, itp. |                    |                      |          |          |          |         |

### Wyścig
Źródło: Wyprzedź Mnie!
| P                                                     | + / –     | Nr | Kierowca           | Konstruktor          | Okr. | Czas / Strata | Komentarz                        |
| ----------------------------------------------------- | --------- | -- | ------------------ | -------------------- | ---- | ------------- | -------------------------------- |
| 1                                                     | 3         | 1  | Jenson Button      | McLaren-Mercedes     | 58   | 1h33m36,531   |                                  |
| 2                                                     | 7         | 11 | Robert Kubica      | Renault              | 58   | +0:12,034     |                                  |
| 3                                                     | 2         | 7  | Felipe Massa       | Ferrari              | 58   | +0:14,488     |                                  |
| 4                                                     | 1         | 8  | Fernando Alonso    | Ferrari              | 58   | +0:16,304     |                                  |
| 5                                                     | 1         | 4  | Nico Rosberg       | Mercedes             | 58   | +0:16,683     |                                  |
| 6                                                     | 5         | 2  | Lewis Hamilton     | McLaren-Mercedes     | 58   | +0:29,898     |                                  |
| 7                                                     | 6         | 15 | Vitantonio Liuzzi  | Force India-Mercedes | 58   | +0:59,847     |                                  |
| 8                                                     | Bez zmian | 9  | Rubens Barrichello | Williams-Cosworth    | 58   | +1:00,536     |                                  |
| 9                                                     | 7         | 6  | Mark Webber        | Red Bull-Renault     | 58   | +1:07,319     |                                  |
| 10                                                    | 3         | 3  | Michael Schumacher | Mercedes             | 58   | +1:09,391     |                                  |
| 11                                                    | 6         | 17 | Jaime Alguersuari  | Toro Rosso-Ferrari   | 58   | +1:11,301     |                                  |
| 12                                                    | 2         | 22 | Pedro de la Rosa   | BMW Sauber-Ferrari   | 58   | +1:14,084     |                                  |
| 13                                                    | 6         | 19 | Heikki Kovalainen  | Lotus-Cosworth       | 56   | +2 okr.       |                                  |
| 14                                                    | Bez zmian | 20 | Karun Chandhok     | HRT-Cosworth         | 53   | +5 okr.       |                                  |
| Niesklasyfikowani                                     |           |    |                    |                      |      |               |                                  |
|                                                       |           | 24 | Timo Glock         | Virgin-Cosworth      | 41   |               | zawieszenie                      |
|                                                       |           | 25 | Lucas Di Grassi    | Virgin-Cosworth      | 26   |               | hydraulika                       |
|                                                       |           | 5  | Sebastian Vettel   | Red Bull-Renault     | 25   |               | mocowanie koła                   |
|                                                       |           | 14 | Adrian Sutil       | Force India-Mercedes | 9    |               | silnik                           |
|                                                       |           | 12 | Witalij Pietrow    | Renault              | 9    |               | wypadł z toru                    |
|                                                       |           | 21 | Bruno Senna        | HRT-Cosworth         | 4    |               | hydraulika                       |
|                                                       |           | 16 | Sébastien Buemi    | Toro Rosso-Ferrari   | 0    |               | kolizja z Kobayashim             |
|                                                       |           | 10 | Nico Hülkenberg    | Williams-Cosworth    | 0    |               | kolizja z Kobayashim             |
|                                                       |           | 23 | Kamui Kobayashi    | BMW Sauber-Ferrari   | 0    |               | kolizja z Buemim i Hulkenbergiem |
| Nie wystartowali / niedopuszczeni do ponownego startu |           |    |                    |                      |      |               |                                  |
|                                                       |           | 18 | Jarno Trulli       | Lotus-Cosworth       | 0    |               | hydraulika                       |
| P                                                     | + / –     | Nr | Kierowca           | Konstruktor          | Okr. | Czas / Strata | Komentarz                        |

### Najszybsze okrążenie
Źródło: Wyprzedź Mnie!
| Nr | Kierowca    | Konstruktor      | Czas     | Okr. |
| -- | ----------- | ---------------- | -------- | ---- |
| 6  | Mark Webber | Red Bull-Renault | 1:28,358 | 47   |

## Prowadzenie w wyścigu
| Nr                              | Kierowca         | Okrążenia  | Suma |
| ------------------------------- | ---------------- | ---------- | ---- |
| 5                               | Sebastian Vettel | 1-8, 11-25 | 23   |
| 6                               | Mark Webber      | 9-10       | 2    |
| 1                               | Jenson Button    | 26-58      | 33   |
| \| Wykres \| \| ------ \| \| \| |                  |            |      |
| Wykres                          |                  |            |      |
|                                 |                  |            |      |

## Klasyfikacja po wyścigu

### Kierowcy
| P                 | +/− | Kierowca           | Starty | Punkty | P1 | P2 | P3 | PP | NO | NS |
| ----------------- | --- | ------------------ | ------ | ------ | -- | -- | -- | -- | -- | -- |
| 1                 | 0   | Fernando Alonso    | 2      | 37     | 1  | –  | –  | –  | 1  | –  |
| 2                 | 0   | Felipe Massa       | 2      | 33     | –  | 1  | 1  | –  | –  | –  |
| 3                 | +4  | Jenson Button      | 2      | 31     | 1  | –  | –  | –  | –  | –  |
| 4                 | −1  | Lewis Hamilton     | 2      | 23     | –  | –  | 1  | –  | –  | –  |
| 5                 | 0   | Nico Rosberg       | 2      | 20     | –  | –  | –  | –  | –  | –  |
| 6                 | +5  | Robert Kubica      | 2      | 18     | –  | 1  | –  | –  | –  | –  |
| 7                 | −3  | Sebastian Vettel   | 2      | 12     | –  | –  | –  | 2  | –  | 1  |
| 8                 | −2  | Michael Schumacher | 2      | 9      | –  | –  | –  | –  | –  | –  |
| 9                 | 0   | Vitantonio Liuzzi  | 2      | 8      | –  | –  | –  | –  | –  | –  |
| 10                | −2  | Mark Webber        | 2      | 6      | –  | –  | –  | –  | 1  | –  |
| 11                | −1  | Rubens Barrichello | 2      | 5      | –  | –  | –  | –  | –  | –  |
| 12                | +1  | Jaime Alguersuari  | 2      | 0      | –  | –  | –  | –  | –  | –  |
| 13                | −1  | Adrian Sutil       | 2      | 0      | –  | –  | –  | –  | –  | –  |
| 14                | N   | Pedro de la Rosa   | 2      | 0      | –  | –  | –  | –  | –  | 1  |
| 15                | 0   | Heikki Kovalainen  | 2      | 0      | –  | –  | –  | –  | –  | –  |
| 16                | −2  | Nico Hülkenberg    | 2      | 0      | –  | –  | –  | –  | –  | 1  |
| 17                | N   | Karun Chandhok     | 2      | 0      | –  | –  | –  | –  | –  | 1  |
| 18                | −2  | Sébastien Buemi    | 2      | 0      | –  | –  | –  | –  | –  | 1  |
| 19                | −2  | Jarno Trulli       | 1      | 0      | –  | –  | –  | –  | –  | –  |
| Niesklasyfikowani |     |                    |        |        |    |    |    |    |    |    |
| –                 |     | Timo Glock         | 2      | –      | –  | –  | –  | –  | –  | 2  |
| –                 |     | Lucas Di Grassi    | 2      | –      | –  | –  | –  | –  | –  | 2  |
| –                 |     | Bruno Senna        | 2      | –      | –  | –  | –  | –  | –  | 2  |
| –                 |     | Witalij Pietrow    | 2      | –      | –  | –  | –  | –  | –  | 2  |
| –                 |     | Kamui Kobayashi    | 2      | –      | –  | –  | –  | –  | –  | 2  |
| P                 | +/− | Kierowca           | Starty | Punkty | P1 | P2 | P3 | PP | NO | NS |

### Konstruktorzy
| P                 | +/− | Konstruktor          | Starty | Punkty | P1 | P2 | P3 | PP | NO | NS |
| ----------------- | --- | -------------------- | ------ | ------ | -- | -- | -- | -- | -- | -- |
| 1                 | 0   | Ferrari              | 4      | 70     | 1  | 1  | 1  | –  | 1  | –  |
| 2                 | 0   | McLaren-Mercedes     | 4      | 54     | 1  | –  | 1  | –  | –  | –  |
| 3                 | 0   | Mercedes             | 4      | 29     | –  | –  | –  | –  | –  | –  |
| 4                 | +3  | Renault              | 4      | 18     | –  | 1  | –  | –  | –  | 2  |
| 5                 | −1  | Red Bull-Renault     | 4      | 18     | –  | –  | –  | 2  | 1  | 1  |
| 6                 | −1  | Force India-Mercedes | 4      | 8      | –  | –  | –  | –  | –  | –  |
| 7                 | −1  | Williams-Cosworth    | 4      | 5      | –  | –  | –  | –  | –  | 1  |
| 8                 | 0   | Toro Rosso-Ferrari   | 4      | 0      | –  | –  | –  | –  | –  | 1  |
| 9                 | N   | BMW Sauber-Ferrari   | 4      | 0      | –  | –  | –  | –  | –  | 3  |
| 10                | −1  | Lotus-Cosworth       | 3      | 0      | –  | –  | –  | –  | –  | –  |
| 11                | N   | HRT-Cosworth         | 4      | 0      | –  | –  | –  | –  | –  | 3  |
| Niesklasyfikowani |     |                      |        |        |    |    |    |    |    |    |
| –                 |     | Virgin-Cosworth      | 4      | –      | –  | –  | –  | –  | –  | 4  |
| P                 | +/− | Konstruktor          | Starty | Punkty | P1 | P2 | P3 | PP | NO | NS |